# Kubek prążkowany

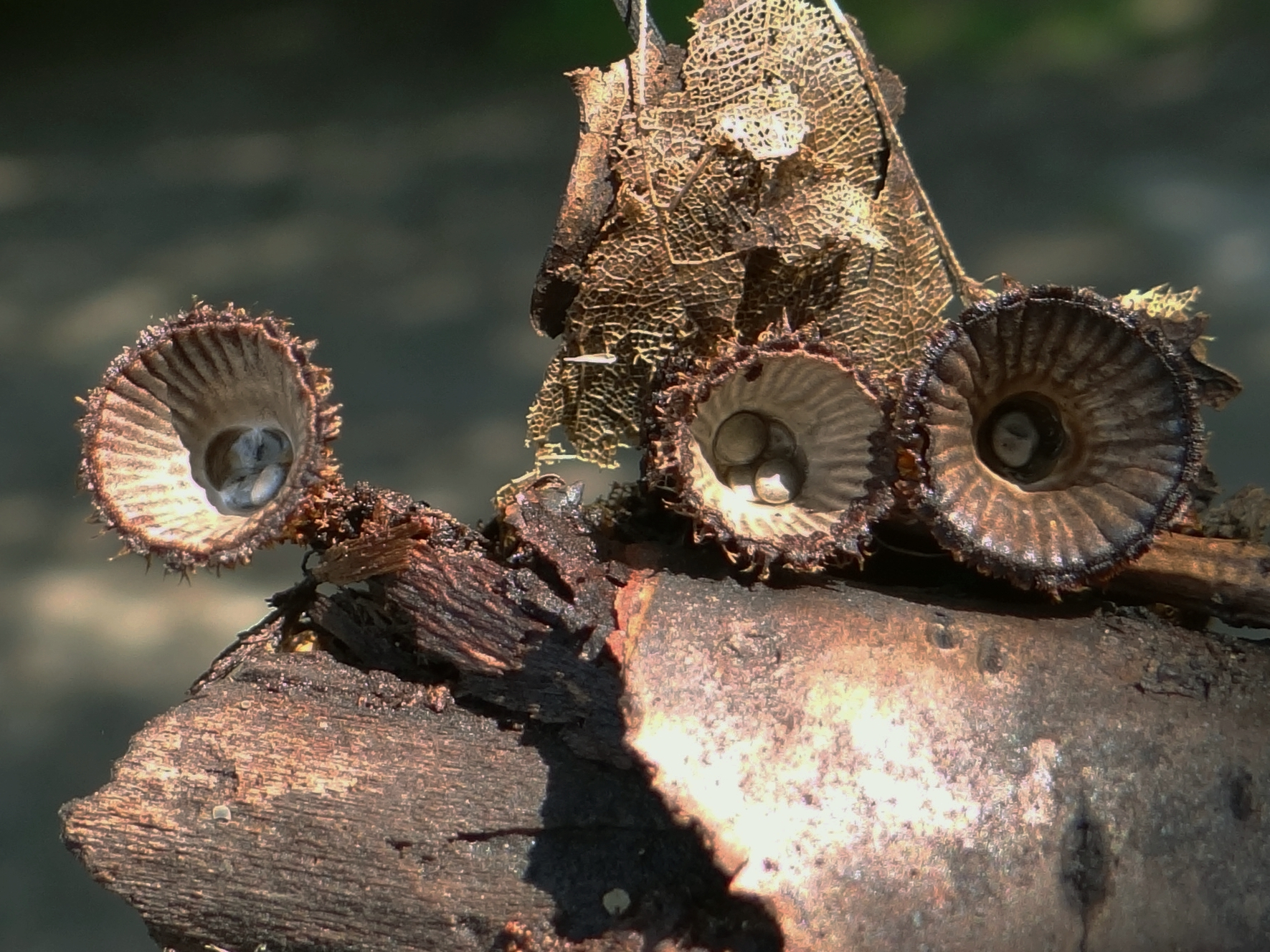
Trzy owocniki z perydiolami

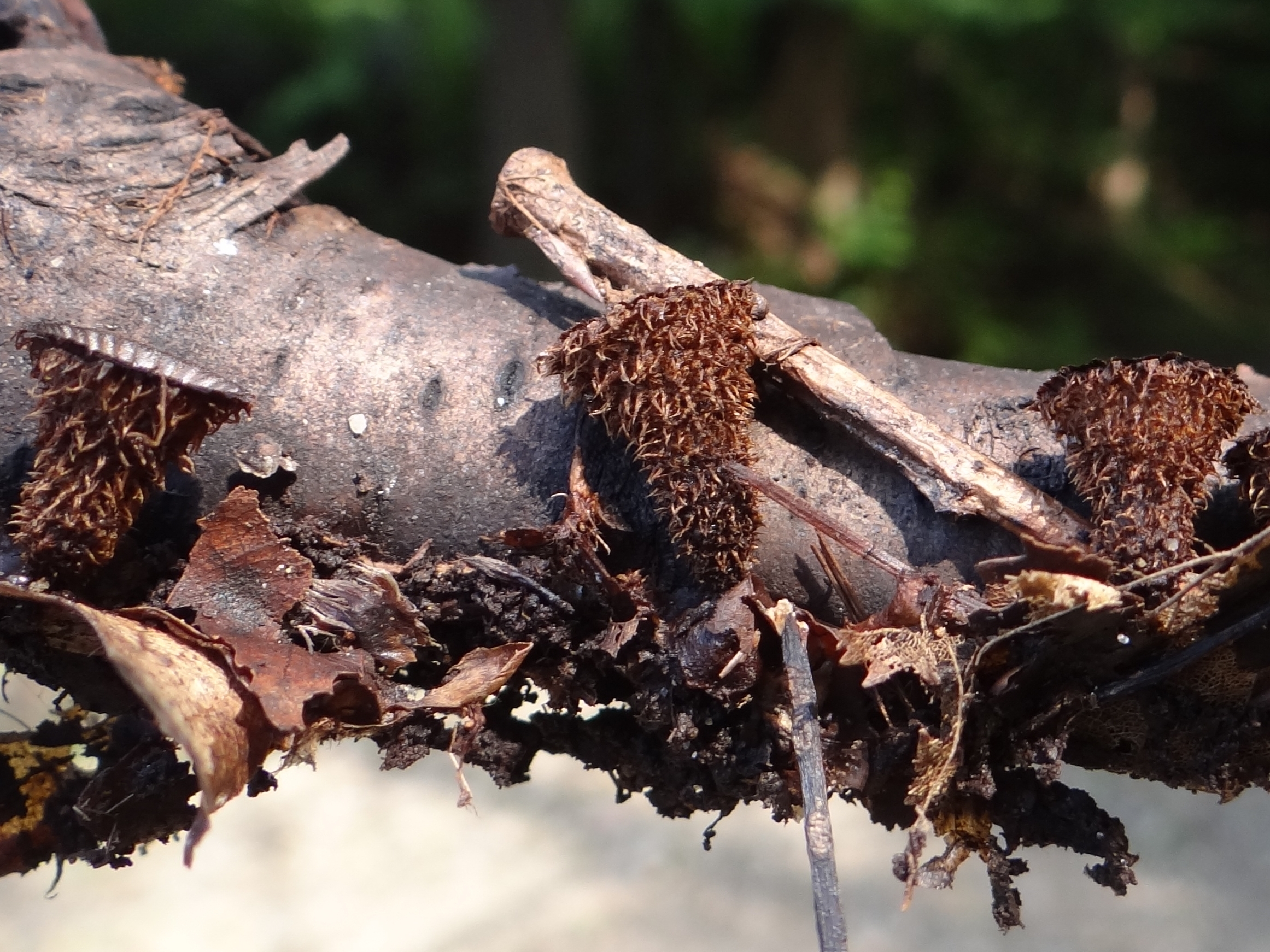
Owocniki na gałązce

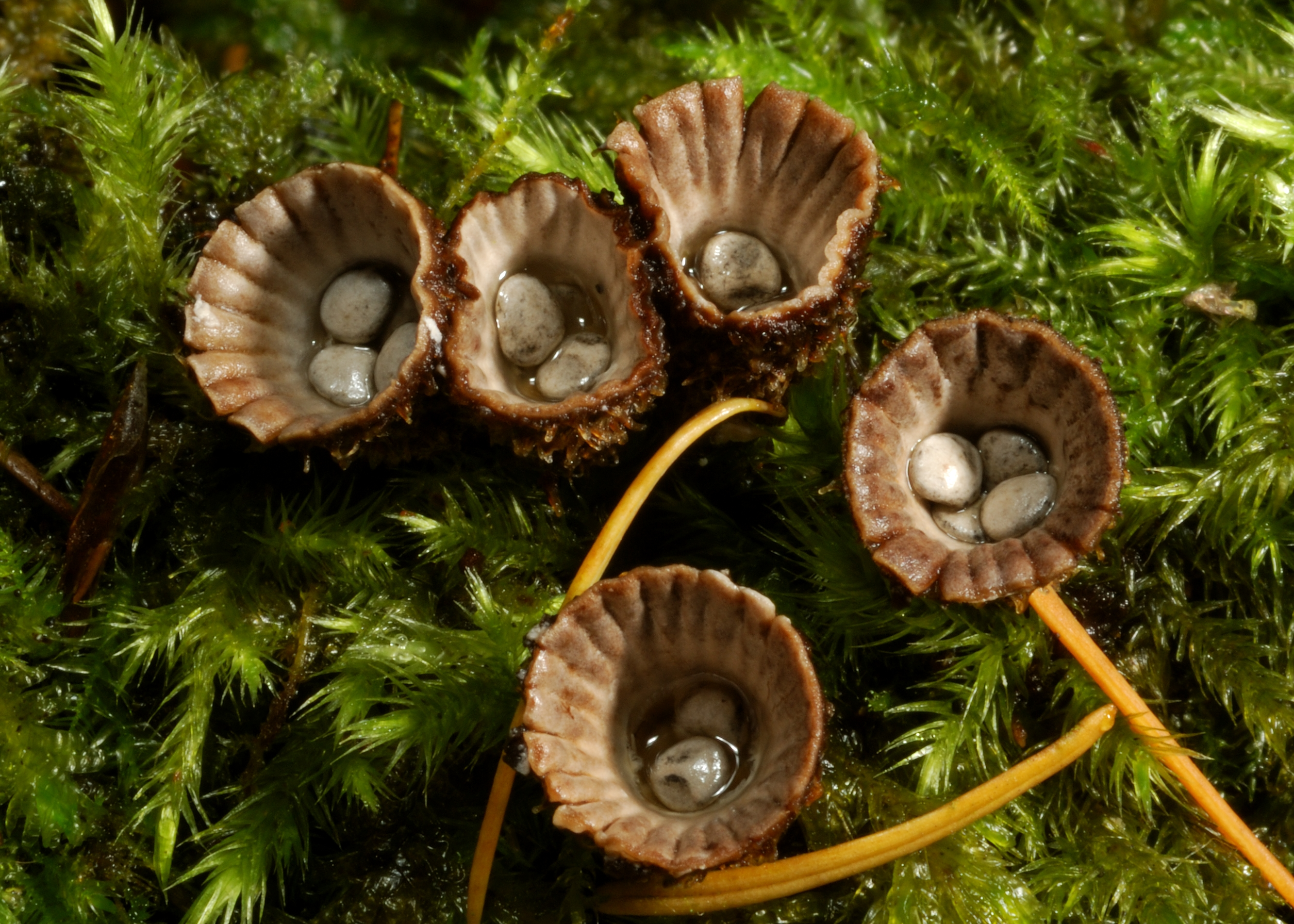

Kubek prążkowany (Cyathus striatus (Huds.) Willd) – gatunek grzybów z rzędu pieczarkowców (Agaricales). 

## Systematyka i nazewnictwo
Pozycja w klasyfikacji według Index Fungorum: Cyathus, Incertae sedis, Agaricales, Agaricomycetidae, Agaricomycetes, Agaricomycotina, Basidiomycota, Fungi.
Po raz pierwszy takson ten opisany został w 1778 r. przez W. Hudsona jako Peziza striata, obecną nazwę nadał mu w 1787 r. C. L Willdenow przenosząc go rodzaju Cyathus.
Niektóre synonimy naukowe:

- Cyathella striata (Huds.) Brot. 1804
- Cyathus striatus (Huds.) Willd. 1787 var. striatus
- Nidularia striata (Huds.) With. 1792
- Nidularia striata var. pusilla Berk. 1839
- Peziza striata Huds. (1778)

Nazwę polską podał Stanisław Chełchowski w 1898 r. W polskim piśmiennictwie mykologicznym gatunek ten opisywany był też jako kubecznik porysowany i pucharek prążkowany. 

## Morfologia
Owocnik
W kształcie kubka o wysokości 1–2 cm i szerokości 0,8–1 cm. Zewnętrzna strona ma kolor rdzawobrązowy, brązowy lub niemal czarny i jest silnie owłosiona. Brzeg jest czasami nieco wywinięty. Wewnętrzna strona jest bez owłosienia, gładka i wyraźnie podłużnie prążkowana, co jest charakterystyczną cechą gatunkową. Jest srebrzyście lśniąca. U dojrzałych okazów w środku kubka występują krążkowate, szare lub szarobrązowe perydiole o średnicy 1,5–2 mm. Przyczepione są do owocnika cienkimi sznureczkami (funiculus).
Zarodniki
W liczbie 10–15 sztuk, jajowate lub soczewkowate, bezbarwne. Rozmiar: 18–22 × 8–12 μm.

## Biologia
Płodny owocnik zamknięty jest błoną (epifragma), która po osiągnięciu przez owocnik dojrzałości rozrywa się uwalniając perydiole. Spadające krople deszczu powodują ich wyrzucenie z kubka wraz ze sznureczkami (funiculus). Sznureczki są kleiste i kształtem przypominają kotwicę. Po dotknięciu do podłoża okręcają się wokół cienkich łodyg, włosków, itp. Puste owocniki (kubki) pozostają jeszcze jakiś czas. 

## Występowanie i siedlisko
Jest rozprzestrzeniony na całym świecie. Poza Antarktydą występuje na wszystkich kontynentach, również na wielu wyspach. W Europie jego północna granica zasięgu biegnie przez 64 stopień szerokości geograficznej. W Polsce jest gatunkiem pospolitym. 
Rośnie na szczątkach drewna różnych gatunków drzew, zarówno liściastych, jak iglastych, a także na liściach i innych resztkach roślinnych. Najczęściej występuje w wilgotnych zaroślach i lasach. Owocniki wyrastają latem i jesienią, pojedynczo lub w grupach.
Saprotrof. Grzyb niejadalny.

## Gatunki podobne
W Polsce występuje nieco podobny kubek ołowianoszary (Cyathus olla), który z zewnątrz jest jedwabiście włóknisty, wewnątrz bez prążków.